# Fonda 200 1968
Fonda 200 1968 var ett stockcarlopp ingående i Nascar Grand National Series (nuvarande Nascar Cup Series) som kördes 11 juli 1968 på den 0,5 mile (804,672 m) långa ovalbanan Fonda Speedway i Fonda i New York. Totalt avverkades 100 miles (160,934 km) fördelat på 200 varv. Banunderlaget var dirt. Loppet vanns av Richard Petty i en Plymouth på tiden 1:32.24 körande för Petty Enterprises. Pettys snitthastighet uppgick till 64,935 mph. Det var Pettys 84:e vinst av totalt 200 i karriären. Prispotten uppgick till 5 255 dollar, varav 1 200 dollar gick till segraren.

## Resultat
| Plc     | Nr | Förare         | Team/ bilägare           | Konstruktör | Start | Varv | Ledda varv |
| ------- | -- | -------------- | ------------------------ | ----------- | ----- | ---- | ---------- |
| 1       | 43 | Richard Petty  | Petty Enterprises        | Plymouth    | 2     | 200  | 180        |
| 2       | 3  | Buddy Baker    | Fox Racing               | Dodge       | 4     | 200  | 0          |
| 3       | 2  | Bobby Allison  | J.D. Bracken             | Chevrolet   | 6     | 200  | 0          |
| 4       | 71 | Bobby Isaac    | K&K Insurance Racing     | Dodge       | 3     | 197  | 0          |
| 5       | 17 | David Pearson  | Holman Moody             | Ford        | 1     | 196  | 20         |
| 6       | 48 | James Hylton   | Hylton Engineering       | Dodge       | 8     | 195  | 0          |
| 7       | 64 | Elmo Langley   | Langley-Woodfield Racing | Ford        | 10    | 192  | 0          |
| 8       | 34 | Wendell Scott  | Scott Racing             | Ford        | 17    | 192  | 0          |
| 9       | 20 | Clyde Lynn     | Negre Racing             | Ford        | 14    | 191  | 0          |
| 10      | 8  | Ed Negre       | Negre Racing             | Ford        | 16    | 188  | 0          |
| 11      | 75 | Gene Black     | Gene Black               | Ford        | 24    | 178  | 0          |
| 12      | 25 | Jabe Thomas    | Robertson Racing         | Ford        | 19    | 175  | 0          |
| 13      | 87 | Buck Baker     | Buck Baker Racing        | Chevrolet   | 12    | 174  | 0          |
| 14      | 69 | David Mote     | Ken Cline                | Chevrolet   | 25    | 173  | 0          |
| 15      | 70 | J.D. McDuffie  | McDuffie Racing          | Buick       | 9     | 123  | 0          |
| 16      | 4  | John Sears     | DeWitt Racing            | Ford        | 11    | 123  | 0          |
| 17      | 28 | Earl Brooks    | Brooks Racing            | Ford        | 21    | 81   | 0          |
| 18      | 45 | Bill Seifert   | Seifert Racing           | Ford        | 23    | 74   | 0          |
| 19      | 01 | Paul Dean Holt | Dennis Holt              | Ford        | 22    | 49   | 0          |
| 20      | 51 | Stan Meserve   | Margo Hamm               | Dodge       | 5     | 46   | 0          |
| 21      | 0  | Frank Warren   | Don Tarr                 | Chevrolet   | 20    | 43   | 0          |
| 22      | 49 | G.C. Spencer   | GC Spencer Racing        | Plymouth    | 7     | 41   | 0          |
| 23      | 76 | Roy Tyner      | Don Culpepper            | Ford        | 15    | 41   | 0          |
| 24      | 44 | John Winger    | Giachetti Brothers       | Chevrolet   | 18    | 24   | 0          |
| 25      | 06 | Neil Castles   | Neil Castles             | Plymouth    | 30    | 17   | 0          |
| Källor: |    |                |                          |             |       |      |            |